# Лонки-Ворцы
Лонки-Ворцы — деревня в Игринском районе Удмуртской Республики Российской Федерации. Административный центр муниципального образования Лонки-Ворцинское сельское поселение.

## География
Располагается при федеральной автотрассе М-7, в 12 км юго-восточней Игры.

## Население
| 2010 | 2012 |
| ---- | ---- |
| 415  | ↘403 |

### Историческая численность населения
- 2007 год — 471 житель
- 2010 год — 411 жителей
- 2011 год — 476 жителей
- 2012 год — 490 жителей[3]

## Инфраструктура
Личное подсобное хозяйство с зоной сельскохозяйственного использования, индивидуальная застройка усадебного типа.
В деревне работают
- общеобразовательная школа, в которой учатся также ученики из Порвая и Удмурт-Лозы
- детский сад, построенный в 2008 году[4]

## Транспорт
Остановка общественного транспорта «Лонки-Ворцы».